# Baricella
Baricella (Bariṡèla in dialetto bolognese, La Barisèle nella variante locale) è un comune italiano di 7 097 abitanti della città metropolitana di Bologna in Emilia-Romagna.
Il toponimo Baricella, evolutosi da Barigella, deriva dalle figure dei bargelli (ufficiali incaricati di servizi di polizia e di controllo fiscale) che avevano creato la loro sede qui agli inizi del XIV secolo per controllare i traffici tra i territori bolognese e ferrarese.
Il comune fa parte dell'Unione Terre di Pianura insieme ai comuni di Granarolo dell'Emilia, Minerbio, Malalbergo.

## Geografia fisica
- Classificazione climatica: zona E, 2172 GR/G

## Storia

### Simboli
Lo stemma comunale, privo di concessione ufficiale, si può blasonare:
Vi è raffigurata una battana, mentre il pesce allude all'attività di pesca che si praticava nelle acque del Savena e del Reno; il capo d'Angiò, simbolo tipico del partito guelfo, è tratto dallo stemma di Bologna e sta ad indicare l'antica dipendenza dal capoluogo emiliano.
Il gonfalone in uso è un drappo di azzurro.

## Monumenti e luoghi d'interesse
Il MiBACT recensisce 17 beni architettonici tutelati nel comune, ai quali si aggiungono quelli senza tutele.

### Architetture religiose
- Chiesa di Santa Maria, o Santa Maria "De Guazarello", parrocchiale, con oratorio di San Giuseppe e canonica vecchia
- Chiesa di Santa Maria Assunta del Corniolo
- Chiesa di San Gabriele e pertinenze e Oratorio del Suffragio
- Oratorio di Sant'Antonio da Padova
- Chiesa di Santa Filomena, parrocchiale nella frazione di  Passo Segni
- Chiesa di Santa Maria Lauretana di Boschi
- Oratorio detto Chiesa Rossa, dedicato alla Madonna Immacolata
- Oratorio di San Marco o cappella funeraria di Enrico Zucchini

### Architetture civili
- Villa Zucchini-Boschi e pertinenze
- Ex stazione della tramvia
- Palazzo comunale
- Ex scuola materna "E. De Amicis"
- Ex scuola elementare di San Gabriele
- Cimitero di Baricella
- Ghiacciaia di Villa Baracca
- Chiavica Gandazzolo vecchia
- Complesso scolastico di Villa Baracca
- Chiavica Portoni
- Monumento ai caduti di piazza G. Carducci
- Palazzo Segni o Della Dogana
- Villa La Motta
- Monumento ai caduti del Parco della Resistenza
- Monumento ai caduti di Piazza Guidotti, in frazione Boschi
- il Monumento Stasi ed Erriù
- Ponte Bailey su fiume Reno presso Passo Segni

### Aree naturali
Parte del territorio comunale è compreso nel sito di interesse comunitario e zona di protezione speciale "Biotopi e Ripristini ambientali di Bentivoglio, S. Pietro in Casale, Malalbergo e Baricella" (IT4050024).
Sul territorio comunale si trovano varie piante monumentali: 
- il pioppo della Carolina di Via Marchette, a Boschi[9]
- la farnia di Via Savena Vecchia, a Mondonuovo[9]
- due pioppi bianchi in Via Giovannini, a Unione Terre di Pianura

## Società

### Evoluzione demografica
Abitanti censiti

### Etnie e minoranze straniere
Al 31 dicembre 2023 la popolazione straniera era di 1 038 persone, pari al 14,52% degli abitanti.

## Cultura
- Biblioteca comunale "A. Gramsci"
- L'archivio storico comunale si trova nel palazzo del Comune

## Infrastrutture e trasporti
Il servizio di trasporto pubblico a Baricella è assicurato dalle autocorse suburbane svolte dalla società TPER.
Fra il 1891 e il 1957 Baricella ospitò una fermata della Tranvia Bologna-Malalbergo, intensamente utilizzata sia per il traffico pendolare fra la campagna e gli opifici bolognesi che per il trasporto delle barbabietole da zucchero, allora fra i principali prodotti agricoli della zona.

## Amministrazione
Di seguito è presentata una tabella relativa alle amministrazioni che si sono succedute in questo comune.
| Periodo         | Periodo        | Primo cittadino | Partito                                        | Carica  | Note   |
| --------------- | -------------- | --------------- | ---------------------------------------------- | ------- | ------ |
| 10 gennaio 1986 | 14 giugno 1999 | Paolo Ceccardi  | PCI, PDS, lista civica                         | Sindaco | [ 13 ] |
| 14 giugno 1999  | 8 giugno 2009  | Luigi Zanardi   | centro-sinistra                                | Sindaco | [ 13 ] |
| 8 giugno 2009   | 27 maggio 2019 | Andrea Bottazzi | centro-sinistra: Con Andrea per Baricella      | Sindaco | [ 13 ] |
| 27 maggio 2019  | in carica      | Omar Mattioli   | centro-sinistra: Centro sinistra per Baricella | Sindaco | [ 13 ] |